# Almoloya (kommun)
Almoloya är en kommun i Mexiko.   Den ligger i delstaten Hidalgo, i den sydöstra delen av landet, 90 km öster om huvudstaden Mexico City. Antalet invånare är 10 638.
Följande samhällen finns i Almoloya:
- Almoloya
- Ocotepec de Morelos
- San Isidro Tetlapayac
- San Lorenzo Xicoténcatl
- El Pozo
- La Coronilla